# Steinfrankenreuth
Steinfrankenreuth ist Ortsteil des Marktes Floß im Bezirk Oberpfalz im Landkreis Neustadt an der Waldnaab.

## Geographische Lage
Der Weiler Steinfrankenreuth liegt ungefähr fünf Kilometer südlich von Floß westlich der Staatsstraße 2181. Steinfrankenreuth liegt auf einem Berg, an dessen Hängen zahlreiche Bäche entspringen, unter anderen der Schammesriether Bach und der Lenzbach.

## Geschichte

### 13. bis 16. Jahrhundert
1290 trat Bertold von Waldau (miles de Waldaw) einen Hof in Steinfrankenreuth (auch: Stainfranchenreut, Stainfranckrieth, Stainfranckarieth) dem Kloster Waldsassen ab.
1352 verkaufte das Kloster Waldsassen einen Hof in Steinfrankenreuth an die Landgrafen von Leuchtenberg.
Im Steuerbuch von 1516 waren für Steinfrankenreuth 3 Bauern verzeichnet.
1541 gab es in Steinfrankenreuth 3 Bauern, 5 Pferde, 9 Ochsen und Kühe, 1 Jungrind, 4 Ziegen, 3 Schweine.
Steinfrankenreuth wurde in einem Verzeichnis der Mannschaften um das Jahr 1559 erwähnt.
In diesem Verzeichnis wurden die folgenden zu Floß gehörigen Ortschaften aufgeführt:
Bergnetsreuth, Boxdorf, Diebersreuth, Diepoltsreuth, Ellenbach, Fehrsdorf, Gailertsreuth, Gösen, Grafenreuth, Hardt, Haupertsreuth, Höfen, Konradsreuth, Meierhof, Niedernfloß, Oberndorf, Pauschendorf, Plankenhammer, Ritzlersreuth, Schnepfenhof, Schönberg, Steinfrankenreuth, Weikersmühle, Welsenhof, Wilkershof, Würnreuth, Würzelbrunn.
Für Steinfrankenreuth wurden sechs Mannschaften verzeichnet:
Thomas Plannck, Heymeran Eysmann, Wolf Herolt, Hanns Pauer, Erhardt Wiedmann, Niclas Pirnheupll.
Im Salbuch von 1580 wurden für Steinfrankenreuth 6 Mannschaften und 1 Kuhhirt aufgeführt.

### 17. Jahrhundert
Während des Dreißigjährigen Krieges zogen in den Jahren 1620 und 1621 die Mansfeldischen Soldaten durch Steinfrankenreuth.
Dabei raubten sie den Bauern Geld, Vieh, Getreide, Lebensmittel, Kleidung, Wäsche, Betten, kupferne Pfannen und Töpfe, Werkzeuge, Waffen usw., fischten die Weiher ab und verbrannten und zerstörten die Bauernhöfe.
Der Viehverlust für Steinfrankenreuth betrug 4 Pferde, 10 Ochsen, 4 Kühe, 2 Jungrinder, 15 Schweine, 50 Schafe, 24 Lämmer, 4 Ziegen, 62 Gänse. 11 Bienenstöcke wurden verbrannt.
Eine Schadensaufstellung für Steinfrankenreuth aus dem Jahr 1621 ergab einen Schaden von insgesamt 1722 Gulden und 36 Kreuzer.
Im Hof der Friedrichsburg in Vohenstrauß fand 1650 die Erbhuldigung gegenüber Pfalzgraf von Pfalz-Sulzbach Christian August statt.
Steinfrankenreuth erscheint auf der Huldigungsliste mit den 3 Hofbesitzern:
Endres Birner, Hannß Glaß, Hannß Wagner der Jüngere.
Im Jahr 1652 wurde Steinfrankenreuth beschrieben mit 2 Halbhöfen, 1 Gütl.
Seine Einwohner zu dieser Zeit waren 3 Ehepaare mit 7 Kindern.
Das Vieh bestand aus 8 Ochsen, 3 Kühen, 3 Jungrindern, 4 Schweinen, 4 Schafen.

### 18. Jahrhundert bis Gegenwart
Eine Beschreibung des Fürstlichen Pflegamtes Floßerbürg aus dem Jahr 1704 verzeichnete für
Steinfrankenreuth 3 Mannschaften, 2 halbe Höfe, 1 Gütlein.
In einer historisch-statistischen Beschreibung des Pflegamtes Floß von 1794 wurden aufgeführt für
Steinfrankenreuth 2 Bauern, 1 Gütler, 1 Hirt, insgesamt 22 Einwohner.
Um 1800 war Steinfrankenreuth ein Dorf mit 7 Häusern und 39 Einwohnern.
Steinfrankenreuth gehörte zur Anfang des 19. Jahrhunderts entstandenen Ruralgemeinde Grafenreuth die auch Steuerdistrikt war.
Zum Steuerdistrikt ebenso wie zur Ruralgemeinde Grafenreuth gehörten die Weiler Grafenreuth, Diebersreuth und Steinfrankenreuth und die Einöde Höfen.
Der Steuerdistrikt Grafenreuth hatte insgesamt 139 Einwohner und 18 Wohngebäude.
Die Ortschaft Steinfrankenreuth hatte 1817 45 Einwohner und 7 Wohngebäude, 1861 34 Einwohner und 1961 45 Einwohner und 8 Wohngebäude.
Am 1. Januar 1972 wurde die Gemeinde Grafenreuth und damit auch Steinfrankenreuth in den Markt Floß eingegliedert.

## Hausnamen in Steinfrankenreuth
- Löinl: Steinfrankenreuth 2, abgekürzt mundartlich von Leonhardt.[16]